# Fjodor Mihajlovič Dostojevski
Fjodor Mihajlovič Dostojevski (rus. Фёдор Михайлович Достоевский; Moskva, 11. studenog 1821. – Sankt Peterburg, 9. veljače 1881.), ruski književnik ukrajinskog porijekla, romanopisac, novelist i publicist, jedan od najznačajnijih književnika u povijesti.

## Ukrajinsko porijeklo
Jedan od prvih poznatih predaka Fjodora Dostojevskog s očeve strane jest Danilo Rtiščič čiji pisani trag je zabilježen 1506. u ukrajinskom poliškom selu Dostojiv (danas Bjelorusija) po kojem je Dostojevski dobio prezime. Tek se pretpostavlja da je ruski pisac s jedne strane imao tatarske korijene preko pisca Aslana Murze koji je na istočnoslavenske prostore pristigao u sklopu Zlatne Horde.
Jedna obiteljska strana Dostojevskih potom je preselila u ukrajinsku regiju Voliniju gdje se po prvi puta 1570-ih bilježi ime Fedir Dostojevski koji je radio u predstavničkoj službi prebjeglog moskovskog kneza Andreja Kurbskog. Prezime iz obitelji Dostojevskih zatim se ponovno susreće 1664. u manjem ukrajinskom mjestu Serkunj, u Volinjskoj oblasti. Također u susjednom mjestu Kličkovci gdje su jedno vrijeme obnašali dužnosti lokalnih predstavnika i zatim postali veleposjednici istog mjesta. U istom razdoblju zabilježena su imena Karla Dostojevskog i njegova sina Homera.
Godine 1775. Dostojevski su prodali posjede u Kličkovcima, a njihov potomak Grigorij Homerovič Dostojevski preselio se u mjesto Janušpolje pokraj grada Žitomira gdje je postao svećenik. Njegovi sin i unuci također su postali svećenici: sin Jan služio je u ukrajinskoj regiji Podilji, a njegovi sinovi Andrij i Mihajlo služili su u selima Skala i Vijtivci (Vinička oblast).
Djed ruskog pisca Andrij Dostojevski također je bio svećenik u razdoblju od 1782. do 1820. godine. Njegova ljubav prema Ukrajini isticala se prije svega u njegovu ukrajinskom rukopisu. Nakon njega Vijtivcima je upravljao njegov sin Lev (1820. – 1829.), a drugi sin Mihajlo (inače otac ruskog pisca) pohađao je školu u Šargorodskom sjemeništu (Vinička oblast) gdje je kao jedan od najboljih studenata poslan na Medicinsku akademiju u Moskvu. Mihajlo Dostojevski nakon završenog studija postao je jedan od najboljih liječnika u moskovskoj Marijinskoj bolnici za siromašne.
Danas se u ukrajinskom mjestu Kaljnik mogu naći grobovi iz obitelji ruskog pisca Fjodora Dostojevskog. Također je poznato da u gradovima Kijevu, Odesi, Makijvci i Vinnicji žive rođaci Fjodora Dostojevskog, a neki od njih ne nose njegovo prezime. U mjestu Vijtivci otvoren je muzej Fjodora Dostojevskog u kojem je predstavljena njegova povezanost s ukrajinskom kulturom, ukrajinskim društvenim razmišljanjima i samom Ukrajinom.

## Mladost i književni početci
Fjodor Dostojevski je sin školovanog liječnika Mihaila rođenog u Ukrajini, inače pripadnika nižega plemstva, za kojeg se prema nekim istraživanjima tek pretpostavlja da su ga ubili vlastiti kmetovi zbog okrutnoga postupanja i ponižavanja. Druga istraživanja upućuju da je Mihajlo ubijen zbog financijskih interesa drugih susjednih moćnika koje je poznavao. Isti moćnici navodno su iskoristili njegovu slabost prema alkoholu i općenito depresivnom raspoloženju te su željeli inscenirati njegovo samoubojstvo. U svakom slučaju Fjodor je bio vrlo blizak svome ocu što se posebno iščitava u njihovim pismima, a nakon njegove smrti snažno se uzrujao i doživio po prvi puta napadaj epilepsije. Fjodorova majka ruskinja Marija Fedorovna bila je temperamentna žena veselog karaktera, voljela je poeziju, ali je nažalost preminula od sušice 1837. godine.
Dostojevski pohađa i završava vojno-inženjerski studij u Sankt Peterburgu, no rano odlučuje da će se posvetiti spisateljskomu pozivu. Prevodi Balzacovu «Eugeniju Grandet» i pod utjecajem Gogolja piše svoje prvo djelo, dulju pripovijest «Bijedni ljudi» (1846.), epistolarnoga oblika, koja je oduševila najznačajnijega ruskoga kritika Visariona Bjelinskog i lansirala Dostojevskoga u sferu ruskih književnih krugova. U to se doba Dostojevski približava i ulazi u kružok utopijskih socijalista koje je predvodio Butaševič-Petraševski, čija se "revolucionarna" djelatnost sastojala uglavnom od privatnih rasprava o budućnosti Rusije, reformi društvenoga sustava, demokratizaciji i oslobođenju od kmetstva. Na književnom planu, slijedilo je prvo doista snažno, «dostojevskijansko» ostvarenje, kratki roman «Dvojnik» (1846.) u kojem je prikazan rasap ličnosti činovnika Goljatkina koji tone u shizofreniju u nizu halucinacija u kojima se miješaju zbilja i mentalne projekcije. To izvorno djelo nije naišlo na zadovoljavajuću recepciju, poglavito zbog psihološkoga poniranja i radikalnoga rastakanja stvarnosti u svijesti protagonista, što je nadilazilo kanone onodobne estetike temeljene ponajviše na društvenoj kritici.

## Prijelom: Katorga i Sibir
Prijelom u životu Dostojevskoga dolazi 1849., nakon zabrane kluba "Petraševaca", uhićenja te sadističke farse što ju je izvela carska policija: autor i njegovi drugovi u zoru su izvedeni na inscenirano strijeljanje, i dok su očekivali egzekuciju pred strjeljačkim strojem, došla je "carska pomilovnica" kojom su, tobože, pomilovani i osuđeni na sibirsku robiju i progonstvo. U stvari, caristički autoriteti nisu ni mislili strijeljati zbunjene petraševce, nego se radilo jedino o iživljavanju nad nemoćnim ljudima. Na robiji Dostojevski proživljava ideološku preobrazbu (o kojoj postoje različita mišljenja). Iz suprotstavljenih je stavova dosta vidljivo da je Dostojevski i prije robije naginjao kršćanskom misticizmu, te da njegov utopijski socijalizam nije slijedio materijalističke doktrine poput Feuerbachove, nego iz idealističkih nazora Fouriera i Schillera – shvaćanja koja je kasnije ismijavao, no koja nisu prestala biti središtem njegovih opsesija. Novo u svjetonazoru Dostojevskoga nakon sibirske katorge jest glorifikacija carizma, ruskoga pravoslavlja i nacionalizma, te općenito protuzapadnih stavova u kojima se Dostojevski približio slavjanofilima, no nikad potpuno. Pisac je četiri godine robijao, a nakon toga morao je četiri godine služiti kao običan vojnik u surovim uvjetima zabačenih krajeva azijske Rusije.

## Povratak iz zemlje mrtvih
Nakon povratka u Sankt Peterburg Dostojevski objavljuje «Zapise iz mrtvoga doma» (1860. – 1862.), fikcionalizirani opis vlastita robovanja, pun realističkih prikaza supatnika-robijaša. Ta knjiga ostvaruje velik uspjeh i donosi autoru djelomičnu carevu rehabilitaciju. No, nesređene obiteljske prilike (prvi brak s histeričnom udovicom koja je bolovala i umrla od tuberkuloze), kao i osobna ljudska drama (pojačavanje simptoma epilepsije, kockarska strast koja ubrzo prelazi u opsesiju, smrt brata Mihajla s kojim je zajednički uređivao novine, kojemu je nakon toga morao uzdržavati brojnu obitelj), dovode Dostojevskoga u tešku situaciju koja je djelomično usporila njegovo stvaralaštvo – primjer je roman «Poniženi i uvrijeđeni» (1861.) koji, unatoč za pisca "reprezentativnom" naslovu, zaostaje za većinom njegovih prijašnjih, a kamoli budućih djela.
Da bi pobjegao pred vjerovnicima, autor odlazi na putovanje u Europu (1862.), kada boravi u Njemačkoj, Francuskoj, Italiji i Engleskoj. U Londonu posjećuje Hercena i Bakunjina. Tijekom 1860-ih u još je nekoliko navrata posjetio Europu, ovaj puta s drugom ženom, Anom Snjitkinom, koja mu je donijela obiteljski mir i sreću, postala majkom njegove djece (u Rusiji još žive direktni potomci Dostojevskoga, i to u bijednim materijalnim okolnostima u koje su ih bacili komunistički totalitarizam i posljedice kapitalizma nakon raspada SSSR-a) te ga odvikla od kockarske ovisnosti.

## Veliko kreativno razdoblje
Godine 1864. Dostojevski objelodanjuje briljantne «Zapise iz podzemlja» – jedan od najintenzivnijih ispovjednih kratkih romana, preteču sličnih djela Camusa, Krleže, Celinea ili Andrejeva. U njemu je pisac primijenio niz postupaka u kojima je inovirao prozu i postavio obrazac svojih budućih velikih romana: ideološki obračun s utopijskim i općenito "humanističkim" stereotipima, niz esejističkih poglavlja koja su esencijalno dramatizirani sokratovski dijalozi vođeni u atmosferi nabijenoj strastima i skandalima; žurnalistički stil kojemu je jedina svrha funkcionalnost u priopćavanju autorove vizije, a ne estetski doživljaj; psihološku tipologiju koja obuhvaća najčešće krotke i ponizne kršćane (Sonja Marmeladova, Aljoša Karamazov, knez Miškin), nihilističke cinike (Svidrigajlov, Nikolaj Stavrogin), radikalne intelektualce u borbi protiv svih općeprihvaćenih vrijednosti ili "religiozne ateiste" (Rodion Raskoljnikov, Ivan Karamazov, Kirilov), djecu iz "slučajnih obitelji" i ljude kojima je povrijeđeno dostojanstvo (junak romana «Mladić», «Zapisi iz podzemlja»). Dostojevski je razvio tehniku struje svijesti davno prije no što je postala popularna u angloameričkom romanu 20. st. (primjer je dulja pripovijest «Krotka»), sažeo je radnju u svega nekoliko dana («Idiot») ili sati, dajući vremenski presjek u svijesti naratora («Krotka»), te stvorio istinski "polifoni roman" (kako ga je nazvao istaknuti ruski teoretik Mihail Bahtin) u kojemu mnogoglasje ideološke i vjerskofilozofske borbe koja razdire protagoniste nalazi izraz kako u interioriziranim svijestima, tako u dramski nabijenim dijalozima.
Većina je romana Dostojevskoga smještena u tmurno ozračje velegradskoga podzemlja, sa središtem oko uzbudljivih događaja baštinjenih iz trivijalnoga romana i crnih kronika (ubojstvo, očeubojstvo, zločin, krađa, skandali razne vrste) i vrti se oko za čovječanstvo "prokletih pitanja": naravi zla, ljudske patnje, smrtnosti i besmrtnosti, postojanja i nepostojanja Boga, slobode i odgovornosti, sudbine Rusije i Zapada. Kako su primijetili neki kritici – Dostojevski je bitno spiritualni autor, te je njegova karakterizacija čovjeka kao "srca u kojem se bore Bog i Sotona, a zalog je ljudski život" možda i primjeren opis njegova vlastita stvaralaštva. U tipologiji junaka koju je naveo Northrop Frye u knjizi «Anatomija kritike», književni se likovi kreću od nadzemaljskih bogova i polubogova (najčešće mitske i religijske priče) do običnih ljudi (realistički roman) i, u čitateljevom diskurzu, inferiornih pojedinaca koji su ispod razine vrijednosti prosječnih ljudi. Paskalovskim rječnikom, čovjek je biće niže od anđela. No, likovi Dostojevskog su često i niže od običnih ljudi, katkad upravo animalni, ali u trenutcima ekstaze dosežu i prelaze razinu anđela, pa je ta dvostruka optika jedna od tajni uzbudljivosti djela Dostojevskoga: istodobno niže od životinje i više od anđela, njegovi arhetipski raskoljeni junaci zrače duhovnom vitalnošću koja je temelj metafizičke i spiritualne naravi.
U velike romane Dostojevskoga obično se broje sljedeća djela: «Zločin i kazna» (1866.), njegovo tehnički najsavršenije djelo, o ideološki motiviranom ubojstvu sa središnjim likom Rodionom Raskoljnikovim, prototipom Nietzscheova nadčovjeka; «Idiot» (1868.), u kojem je Dostojevski dao kristoliki lik kneza Miškina, kao i realistički implicitni komentar o propasti neuvjetovanoga dobra u sekularnom svijetu; «Bjesovi»/»Demoni»/»Zli dusi» (1872.), «najdostojevskijevski» roman o grupi nihilističkih revolucionara, djelo metafizičkoga nimbusa u ruhu političkoga romana; «Mladić»/»Žutokljunac» (1875.), rusku inačicu njemačkoga odgojnoga romana, koji karakteristično vrije kaotičnim događajima i ne vodi, poput Bildungsromana ni u kakvu sređenu građansku egzistenciju; te posljednje, najopsežnije i najveće djelo, «Braća Karamazovi» (1881.), formalno o patricidu u obitelji s ocem i trojicom braće, no romanom u kojem je pisac sumirao sve svoje opsesivne teme, i za koji se može reći je pobijeđeno porukom nade u uskrsnuće i vječni život kojom «Braća Karamazovi» i završavaju.

## Smrt i apoteoza
Dostojevski je umro 1881., iznenada, nakon krvarenja uzrokovanoga epileptičnim napadajem. Život mu je u posljednjim godinama bio sređen, i može se reći da se oslobodio materijalne oskudice i nevolja koje su ga pratile veći dio života. Kanio je napisati ostatak «Braće Karamazova» (koji su zamišljeni kao dio trilogije ili čak tetralogije), no sudbina ga je omela u naumu. Priređen mu je veličanstveni pogreb u kojem je, po procjenama policije, sudjelovalo i 100.000 ljudi, mahom studentske omladine, a sam se pogreb pretvorio u demonstracije protiv carizma – unatoč piščevu dvosmislenom stavu prema cijelom pitanju, kao i poluslužbene "kanonizacije" Dostojevskoga od strane carističkoga režima.
Fjodor Dostojevski pripada najužem krugu svjetskih vrhunskih pisaca, poput Dantea, Shakespearea, Tolstoja, Cervantesa,  Prousta i još nekolicine autora. Njegov je utjecaj na svjetsku književnost neizmjeran – od Leonida Andrejeva do Hermanna Hessea, od Williama Faulknera do Franza Kafke, od Marcela Prousta do Gabriela Garcie Marqueza. Rijetko je koji moderni pisac izbjegao njegovoj sjeni (pa i oni koji su se bunili protiv Dostojevskog, kao Miroslav Krleža i Joseph Conrad), a posebno mu duguju pokreti ekpresionizma i egzistencijalizma.
Sva su narativna djela Dostojevskoga prevedena na hrvatski u više navrata, te je izašlo nekoliko izdanja njegovih izabranih djela. Od publicističkih radova, koji čine manje vrijedan dio njegova opusa, preveden je samo dio.

## Djela

### Romani
- Bijedni ljudi (Бедные люди) (1846.)
- Poniženi i uvrijeđeni (Униженные и оскорбленные) (1861.)
- Zločin i kazna (Преступление и наказание) (1866.)
- Kockar (Игрок) (1867.)
- Idiot (Идиот) (1868.)
- Bjesovi (prevođeno također kao Demoni ili Zli dusi) (Бесы) (1872.)
- Mladić (ili Žutokljunac) (Подросток) (1875.)
- Braća Karamazovi (Братья Карамазовы) (1880.)

### Novele
- Dvojnik (Двойник) (1846.)
- Bijele noći (Белые ночи) (1848.)
- Netočka Nezvanova (Неточка Незванова) (1849.) – nedovršeno
- Zapisi iz podzemlja (Записки из подполья) (1864.)

### Zapisi
- Zapisi iz mrtvoga doma (Записки из Мертвого дома) (1860. – 1862.)

## Vanjske poveznice
|  | Zajednički poslužitelj ima stranicu o temi Fjodor Mihajlovič Dostojevski |
|  | Zajednički poslužitelj ima još gradiva o temi Fjodor Dostojevski         |
|  | Wikicitati imaju zbirke citata o temi Fjodor Dostojevski                 |

S obzirom na datum smrti (prije više od 120 godina), djela velikog majstora su dostupna online na ruskom i engleskom:
- Dostojevski:sabrana djela na ruskom i engleskom jeziku  Arhivirana inačica izvorne stranice od 30. prosinca 2004. (Wayback Machine)
- Дорога до Достоєва – Porijeklo Fjodora Dostojevskog